# تکرار WD40
تکرار WD40 (انگلیسی: WD40 repeat) که با نام تکرار بتا-ترانسدوسین هم شناخته می‌شود، یک موتیف ساختاری کوتاه متشکل از ۴۰ اسید آمینه است که اغلب به یک پایانهٔ دو پپتیدی از اسید آسپارتیک و تریپتوفان ختم می‌شود.
نسخه‌های مجاور هم معمولاً با تا خوردن در کنار هم، یک دومین سلونوئیدیِ حلقوی به نام دومینِ WD40 می‌سازند.
پروتئین‌های تکرار WD40، خانوادهٔ بزرگی از پروتئین‌ها هستند که در تمامی یوکاریوت‌ها یافت می‌شوند و در بسیاری از فعالیت‌های مهم سلولی نظیر ترارسانی پیام، کنترل چرخه یاخته‌ای، خودخواری، تنظیم نسخه‌برداری ژن، و خزان یاخته‌ای نقش دارند.
بنا به بررسی‌های انجام شده در ژنوم انسان، تکرارهای WD40، هشتمین خانوادهٔ بزرگ پروتئینی در انسان است که در ۲۷۷ پروتئین موجود است.